# Apple Journal
Apple Journal (рус. «журнал» или «дневник») — это приложение для ведения личного дневника, разработанное компанией Apple Inc. для iOS, MacOS и iPadOS, впервые представленное на Всемирной конференции разработчиков 2023 года, а затем официально выпущенное 11 декабря 2023 года вместе с iOS 17.2. 
Приложение позволяет пользователям создавать записи в журнале, в котором они могут записывать и размышлять о своих мыслях и действиях.

## Возможности
Приложение имеет простой интерфейс, который отображает все ранние записи журнала пользователя, а также кнопку «плюс» в нижней части экрана (в зависимости от платформы расположение кнопки отличается, например на MacOS (на илл.) кнопка на панели сверху) для создания новой записи. Эти заметки также можно фильтровать по типу вложения или добавлять в закладки для более быстрого поиска. При создании новой записи Journal предоставит пользователю предложения по написанию, сгенерированные на устройстве на основе его активности в течение дня, группируя данные вместе, например, подсказку, которая включает в себя несколько фотографий, сделанных в определенном месте, или подсказку, которая включает в себя записанную тренировку, а также плейлист, который прослушивался во время активности. Приложение также может предлагать подсказки «для размышления», которые представляют собой утверждения или вопросы, призванные вдохновить пользователя начать писать.
Пользователь также может вручную прикреплять данные к записи журнала во время написания: поддерживаются фотографии, видео, голосовые записи, метки местоположения, завершенные тренировки, недавние контакты и музыкальные плейлисты. Сторонние разработчики могут интегрировать свои собственные данные в предложения по ведению журнала, а API позволяет другим сторонним приложениям для ведения журнала использовать те же предложения по ведению журнала на устройстве.
Журнал можно заблокировать, чтобы предотвратить доступ других пользователей без пароля или Face ID, а также можно настроить расписание ведения журнала, которое будет отправлять уведомления в установленное время в выбранные дни, чтобы напоминать о ведении дневника.
В приложение была добавлена страница с аналитическими сведениями вместе с iOS 18, которая предоставляет пользователям статистику по их привычкам ведения дневника, например, самую длинную серию, количество посещений определенного места или общее количество слов, написанных во всех записях дневника.